# Attašušu
Attašušu war ein elamischer Regent von Susa und Neffe von Silhaha. Von ihm sind mehrere akkadische Inschriften überliefert, denen zufolge er Baumaßnahmen an Tempeln in Susa vorgenommen habe. Insbesondere habe er den Tempel des Mondgottes vollendet, dessen Bau bereits unter seinen Vorgängern begann. Neben Sakralgebäuden diente seine Bautätigkeit vor allem der Verstärkung befestigter Anlagen. Von ihm ist außerdem überliefert, dass er auf dem Marktplatz von Susa eine Stele mit einer Liste öffentlich festgeschriebener Kaufpreise errichtet habe.